# 主制御器
主制御器（しゅせいぎょき）は、鉄道の電気車（電車と電気機関車）において主電動機を制御する装置であり、一般に運転台のマスター・コントローラー（主幹制御器）から遠隔操作される。主電動機による電気制動を備える場合はその制御も受け持つ。電気機関車では大規模になり複数の装置に分かれることが多く、制御装置などと総称する。一般的に電車では床下に、電気機関車では機械室に設置される。

## 概要

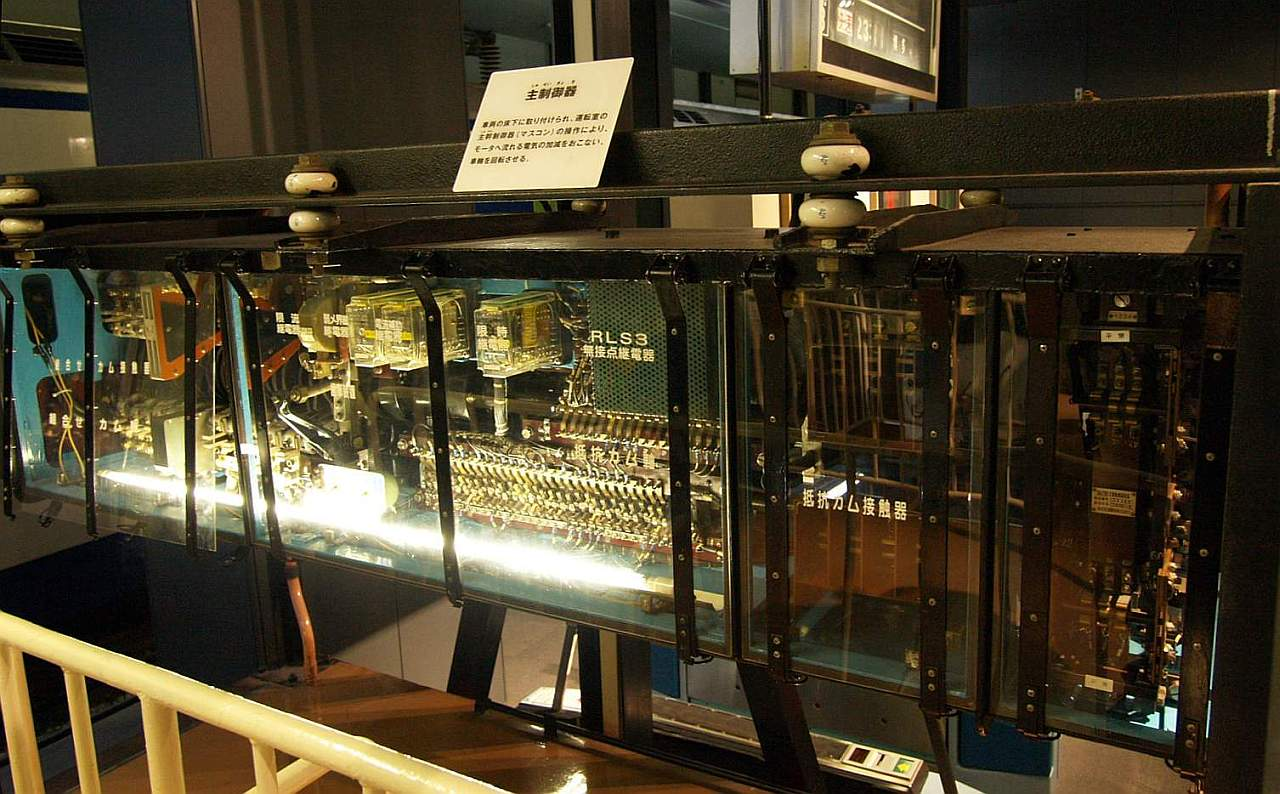
国鉄101系電車のCS12A形電動カム軸式主制御器。動作が見られるよう透明の蓋になっている。大阪交通科学博物館にて。

主制御器とは、主回路（電気車の回路のうち主電動機を駆動する主要な回路）の制御を行なうものとしての名称であり、機器単体としては制御器とも呼ばれる。
かつて、電気車は直接式と呼ばれる制御器を用いていた。これは、モーターの電源となる架線電流そのものを運転台に引き込み、運転士の力でカム軸を操作し、直接、断続や抵抗器の切り替えを行う方式である。しかし、この方式は非動力車からの遠隔制御や、2両以上の総括制御に向いておらず、高圧電流を直接操作する危険があるなど様々な難点があった。
これらを解消するために開発されたのが、間接式の制御器である。これは低電圧の制御電源のみを運転台に引き込んで主制御器を遠隔操作し、そこで主電動機に印加する電圧を制御する方式で、間接制御、複式制御などと呼ばれる。これにより、一つの主幹制御器から複数の車両の主制御器を操作することも可能になる。なお電車用間接制御器の発展史についてはマスター・コントローラー#電車用間接式制御器の発展も参照されたい。
このように主幹制御器の遠隔操作によって、起動、加速、電気ブレーキなどによる減速、進行方向の切り替えなどを行なうのが主制御器の役割である。

## 方式分類

### 抵抗制御用
電気車の速度制御#抵抗制御で詳しく述べられているように、抵抗制御では抵抗回路の切り替えを順次行なうことで抵抗値を変化させるが、その切り替えの機構にはいくつかの方式がある。なお単位スイッチについては、単位接触器と呼ぶこともある。

#### 電磁単位スイッチ式
ゼネラル・エレクトリック (GE) 社によって開発。抵抗制御において、抵抗を徐々に短絡するなどの操作にあたって、電磁コイルで単位スイッチを動作させる方式。

#### 電空単位スイッチ式
GE社のライバルであったウェスティングハウス・エレクトリック (WH) 社の開発した方式。電磁弁で制御した空気圧で単位スイッチを動作させる方式。

#### 電空カム軸接触器式
電空カム軸式などともいう。カム軸の回転で接触器を動作させるが、そのカムの制御に、電気制御した空気シリンダーを用いる方式。カムで開閉する接触器は単位スイッチほどの遮断容量は普通持たないので、断流器などによる保護を必要とする。かわりに制御段数が増えた場合に、単位接触器を用いる方式よりも小型化できるメリットがある。

#### 電空油圧カム軸接触器式
電空油圧カム軸式ともいう。カム軸を回転させて接触器を動作させる点は電空カム軸接触器式と同様であるが、電気制御された空気シリンダーによる空気圧をアクチュエータで油圧に変換し、油圧駆動によってカム軸を動作させる点が異なる。
同方式を採用する制御装置はGE社によって開発されたPCMコントロールが著名で、日本国内においては東京芝浦製作所（現・東芝）がGEよりライセンスを取得して国産化、名古屋鉄道・南海電気鉄道・西日本鉄道の各社へ納入した。その他、イングリッシュ・エレクトリック (EE) 社も同方式を採用する制御装置を開発、後に日本国内において東洋電機製造が国産化し、小田急電鉄・静岡鉄道の両社にて採用された。

#### 電動カム軸接触器式
電動カム軸式などともいう。電動機で動かすカムの回転で接触器を動作させる方式。イングリッシュ・エレクトリック (EE) 社が開発したもので、戦前の日本においては「デッカーシステム」とも呼ばれていた。後に東洋電機製造が国産化する。

### 進段方式
抵抗制御では、抵抗値等を切り替え速度を上げていくことを進段と呼ぶが、その途中で抵抗を介している段（ノッチ）は、抵抗器の焼損を防ぐため短時間の使用に限られ、抵抗を介さない直列、並列、弱め界磁などの段でしか連続運転ができない。

#### 手動進段
目的の速度になるまで運転士の判断でノッチを切り替えていく。ノッチ位置と抵抗器の接続が常に一対一対応しているということもできる。

#### 自動進段
マスター・コントローラーで設定できるノッチは数が少なく、それを目標として、そこまでの抵抗器の接続を電流の変化にもとづいて（限流値を設定して）自動的に次々と変えていく方式である。一般に電気機関車では手動進段、電車では自動進段が多く用いられる傾向にあるが、両者が混在した方式もある。

#### ノッチ戻し制御
力行時に進段を逆に行なうためのもの。通常は主制御器のカム軸が一方向にしか回転せず、マスコンハンドルを高い段（数字の大きいノッチ）から低い段（数字の小さいノッチ）に動かしても回路は切り替わらないため、一旦オフにしてから再度目的の段数まで進段しなけらばならない。これでは運転操作が煩雑になるうえ、再力行までのタイムラグが大きく、乗り心地の悪化や空転のきっかけを招くことにもなる。これを力行途中でも低い段に戻せるよう、カム軸の逆回転を可能とした制御である。上り勾配や曲線が連続する区間での不要な力行と惰行の繰り返し（のこぎり運転）を解消できる。

### 直並列組合せ制御
直並列組合せ制御については、直列（抵抗なし）から並列（抵抗あり）に切り替える際の方式として大きく3つにわけられる。

#### 開放渡り
一旦電動機間の回路を開放して、並列に切り替える。小規模なもの以外ほとんど用いられない。

#### 短絡渡り
回路に抵抗を挿入して一旦片方の電動機の両端を短絡したのちその片側を開放し、並列に切り替える。簡単であるが衝撃が避けがたい。

#### 橋絡渡り

ホイートストンブリッジの回路図

右図のようなホイートストンブリッジで各抵抗を適切な比にとるとVGには電流が流れない。この原理を応用して、R1、Rxの部分を電動機とし、直列ではR2、R3の部分が開放された状態であり、これにこの2つの抵抗を接続してVGの部分を開放することにより直列から並列に切り替える。理想的には衝撃がないが、現実にはさまざまな誤差で生じる。